# 236232 Joshalbers
236232 Joshalbers è un asteroide della fascia principale interna. Scoperto nel 2005, presenta un'orbita caratterizzata da un semiasse maggiore pari a 2,441381 UA e da un'eccentricità di 0,147647, inclinata di 0,631246° rispetto all'eclittica.
Fa parte della famiglia di asteroidi Massalia.
Joshua M. Albers è un analista delle operazioni di missione e controllore di volo statunitense. Ha fornito supporto operativo in tempo reale e risoluzione delle anomalie per la missione New Horizons della NASA a partire dal 2010 e proseguendo con il sorvolo del sistema di Plutone.